# Mancherjee Bhownagree
Mancherjee Merwanjee Bhownaggree, född 1851 i Bombay, död 1933, var en brittisk politiker av indisk börd. Han var son till en där boende rik parsisk köpman, studerade vid Bombays universitet och utbildade sig till tidningsman, blev sedan statsagent i tributstaten Bhaunagar och verkade ivrigt för höjande av den kvinnliga undervisningen i Indien.
Efter juridiska studier i England blev Bhownaggree 1885 praktiserande advokat, tjänstgjorde 1886 som kommissarie för Indien vid den stora koloniala och indiska utställningen i London samt blev då adlad. Efter att ha biträtt maharajan av Bhaunagar vid denna stats omdaning i konstitutionell riktning återvände Bhownagree till England och invaldes 1895 för Bethnal Green North East i parlamentet, den förste indier, som fått säte i denna församling.
Bhownaggree tillhörde det konservativa partiet och var ivrig imperialist, men intog i många frågor en självständig ställning. Särskilt uppträdde han som oberoende kritiker av båda partiernas indiska politik. Han utgav även på gujaratispråket en översättning av drottning Viktorias dagbok (1877).